# Kamień runiczny z Virring

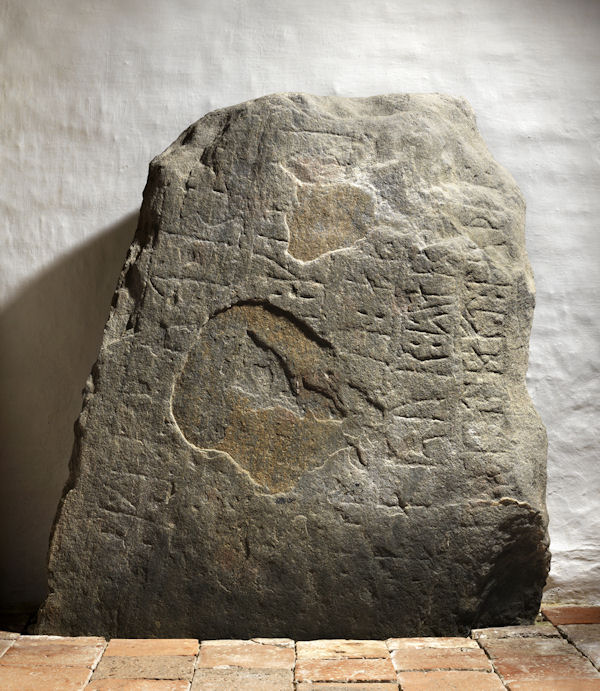
Kamień runiczny z Virring

Kamień runiczny z Virring (DR 110) – kamień runiczny datowany na I połowę X wieku, znajdujący się w kościele w Virring w gminie Randers w Danii.
Głaz ma 155 cm wysokości, 120 cm szerokości i grubość 27 cm. Został odkryty przypadkowo w 1865 roku, wmurowany w podłogę przy wejściu do kościelnej zakrystii. Na kamieniu znajduje się, częściowo uszkodzona, inskrypcja o treści:
÷ ki-mutr ÷ ¶ ... ...n ÷ k(a)rþi ¶ ÷ m(i)n(i) ÷ --(u) ÷ af(t) (÷) ¶ ÷ sasur ÷ star ¶ r(i)sþi ÷ stin ÷ aft ÷ tuþan ÷
þur ÷ uiki ÷ þisi ÷ kuml ÷
co odczytuje się jako:
Germund wykonał ten pomnik dla Sassera. Star ustawił go ku czci zmarłego. Thor niech uświęci tę formułę.
Wezwanie do Thora wyryte zostało na górnej krawędzi kamienia.